# Luise del Zopp

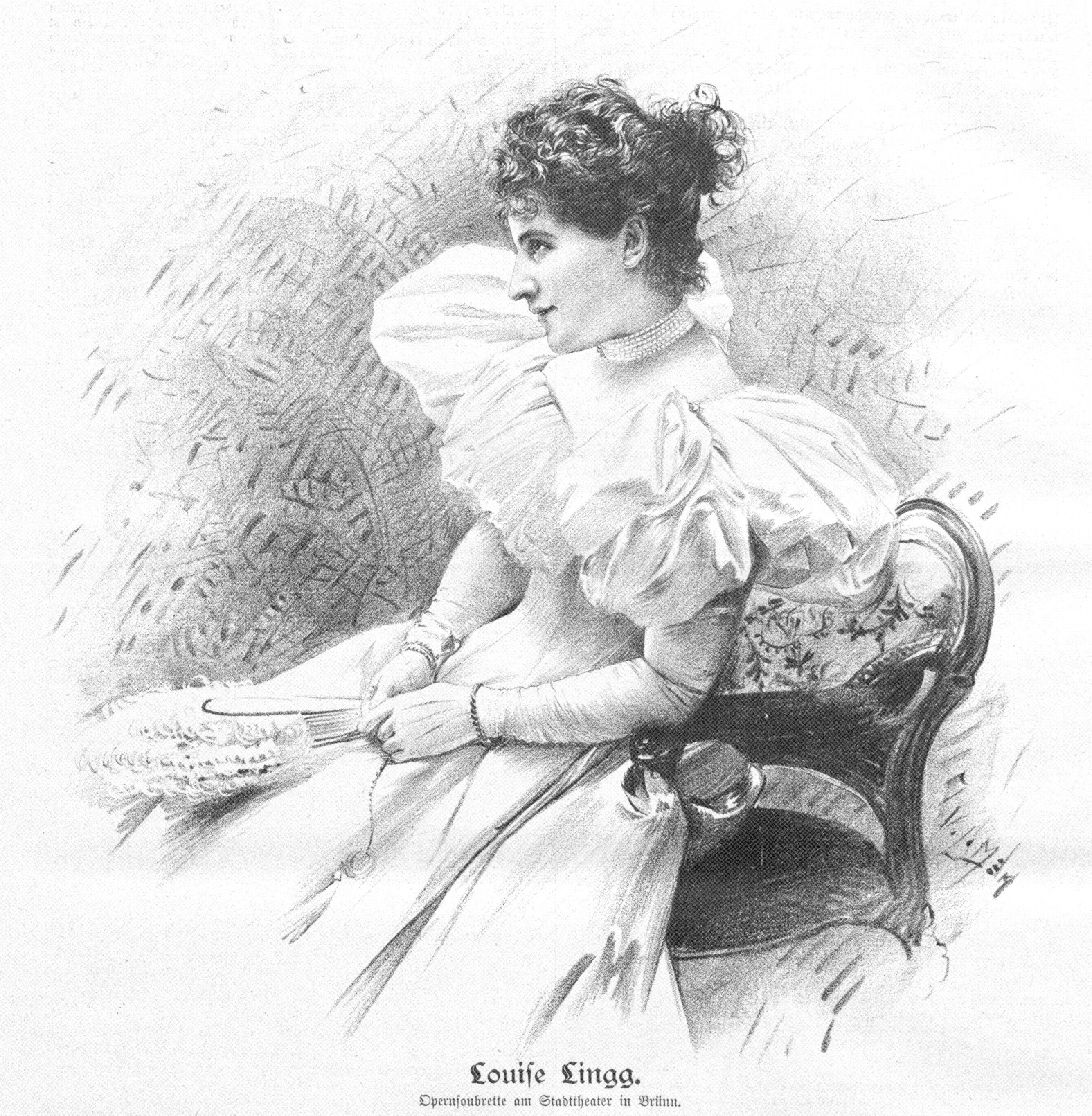
Louise Lingg im Jahre 1896

Luise del Zopp, auch Louise oder Luise Lingg und Luise del Zopp-Lingg (* 16. Juni 1871 als Aloisia Theresia Johanna Luksch in Brünn, Österreich-Ungarn; † 9. Mai 1953 in Berlin), war eine österreichischstämmige, deutsche Sängerin, Schauspielerin und Drehbuchautorin beim deutschen Film der 1910er-Jahre.

## Leben
Die gebürtige Aloisia Theresia Johanna Luksch ließ sich ab 1892 in ihrer Heimatstadt Brünn bei Fritz Krejzi künstlerisch ausbilden. In Brünn begann sie in der Spielzeit 1894/95 auch ihre berufliche Laufbahn als Sängerin unter dem Namen Louise Lingg und wirkte überdies als Volontärin am Stadttheater Brünn. Weitere Verpflichtungen führten Lingg als Erste Operettensängerin nach Wien, München, wo sie sich von Hans Schinkel fortbilden ließ, und Berlin sowie als Schauspielerin an das Stadttheater von Troppau. Zwischen 1898 und 1900 gehörte Lingg dem Ensemble des Gärtnerplatztheaters in München an. Es folgten Verpflichtungen ins böhmische Grenzgebiet, nach Karlsbad und Teplitz-Schönau. Von 1903 bis 1905 ist Louise Lingg am Theater an der Wien nachweisbar, anschließend (1906) wirkte sie in Salzburg und unternahm Gastspielreisen (sog. Buchbinder-Tournee, die sie nach Breslau, Hamburg und Frankfurt am Main führte).
Die junge L(o)uise Lingg wurde anfänglich im Fach der jugendlich-dramatischen Opernsängerin eingesetzt. Ihr Rollenrepertoire umfasste die Saffi, Rosalinde, Laura, Mimosa, Natalitza, Suza, Nedda, Santuzza, Leonore, Elsa, Pamina, Friquet sowie die Olympia, Giulietta und Antonia in Hoffmanns Erzählungen. Auch in Parodien wirkte die Künstlerin mit, etwa mit der Elisabeth (Tannhäuser-Parodie) und dem Gretchen (Faust-Parodie). Ihr Repertoire bezeichnete Luise Lingg selbst als „sehr groß“.
Ab 1909 war die Sängerin und Schauspielerin in Berlin ansässig, konzentrierte sich aber seit dem darauffolgenden Jahr ganz auf die Arbeit als Drehbuchautorin bei dem bis dahin noch wenig entwickelten Medium Film. Nebenbei blieb sie bis zum Ausbruch des Ersten Weltkriegs 1914 weiterhin als Operettensängerin aktiv und unternahm Gastspielreisen. Der Filmpionier Oskar Messter verpflichtete sie 1910 als Autorin und brachte die mittlerweile mit dem Schauspieler und Sänger Rudolf del Zopp verheiratete Luise del Zopp mit dem Regisseur Adolf Gärtner zusammen, der wie sie ein Filmdebütant war. 1911/12 realisierte dieses Tandem eine Fülle von kurzen Spielfilmen, 1913 arbeitete Luise del Zopp im Rahmen der Treumann-Larsen-Film-Vertriebs-GmbH auch mehrfach mit dem Stummfilmstar und Regisseur Viggo Larsen zusammen. Ihr Drehbuch zu Adressatin verstorben wurde bei einem Wettbewerb der Produktionsfirma Messter unter 500 Einsendungen mit dem ersten Preis belohnt. Die junge Henny Porten landete in dieser Gärtner-Inszenierung einen ihrer ersten großen Filmerfolge. Bei vielen dieser frühen Stummfilme wirkte die in den Jahren 1910 bis 1913 enorm produktive Luise del Zopp auch als Dramaturgin.
Bei der Aufführung des von ihr geschriebenen und von Larsen inszenierten Films Das Kriegslied der Rheinarmee in den Kant-Lichtspielen in Berlin-Charlottenburg absolvierte sie live einen Auftritt als Sängerin und trug die Marseillaise vor. Zu Beginn des Ersten Weltkriegs wurde sie von der Eiko-Film des Produzenten Franz Vogel verpflichtet. In dieser Spätphase ihrer Tätigkeit als Drehbuchautorin kooperierte Luise del Zopp eng mit ihrem Mann Rudolf, der bei diesen Eiko-Produktionen (1914/15) regelmäßig Regie führte. Gelegentlich trat sie jetzt auch vor die Kamera.

Nach 1915 verschwand Luise del Zopp weitgehend aus dem Fokus der Öffentlichkeit. Nach dem Tod ihres Ehemanns Anfang 1927 geriet die vergessene Künstlerin mehr und mehr in wirtschaftliche Schwierigkeiten. Sie war auf finanzielle Unterstützung durch die Wohlfahrt angewiesen und erhielt vom Regiekollegen Gerhard Lamprecht, der ihre monatliche Miete von 52 RM beglichen haben soll, weitere Hilfe. Gleich nach dem Zweiten Weltkrieg, als sie bereits schwer krank war, soll sie mit einem Artisten zusammen gelebt haben. Ihrem 80. Geburtstag widmete das Deutsche Bühnen-Jahrbuch 1952 einen kurzen Eintrag:

„Luise del Zopp, Sängerin i. R., Berlin, 80 Jahre alt. Luise del Zopp, eine Sängerin von ausgezeichneter Qualität, der sich ältere Kollegen sicher aus der Zeit ihrer Tätigkeit am neuen Operettentheater in Berlin, am Gärtnerplatz-Theater in München sowie an der Wiener Hofoper erinnern werden, teilt heute das Los so vieler alter Berufskameraden und lebt in wirtschaftlich schwierigen Verhältnissen.“

1953 verstarb sie nach einem Schlaganfall im Hospital des Waldkrankenhauses Spandau.

## Filmografie
als Drehbuchautorin, wenn nicht anders angegeben
- 1910: Friedel, der Geiger
- 1911: Ein Fehltritt
- 1911: Die schlechte Zensur
- 1911: Im Glück vergessen
- 1911: Tragödie eines Verräters
- 1911: Adressatin verstorben
- 1911: Die Wallfahrt nach Kevlaar
- 1911: Sklave der Liebe
- 1911: Im Glück vergessen
- 1911: Die schlechte Zensur
- 1911: Der vergrabene Schatz
- 1912: Heimat
- 1912: Geächtet
- 1912: Der weiße Schleier
- 1912: Ein Blick in den Abgrund
- 1912: Um fremde Schuld
- 1912: Die Hochzeit von Valeni
- 1912: Komtesse Seerose
- 1912: Freiheit oder Tod
- 1912: Quälendes Dasein
- 1913: Ein Schwur (auch Schauspielerin)
- 1913: Das Kriegslied der Rheinarmee
- 1913: Der Zirkusteufel
- 1913: Erblich belastet?
- 1913: Motiv unbekannt
- 1913: Wir lassen uns scheiden
- 1914: Elle und Schwert
- 1915: Eine Liebesgabe
- 1915: Das Rätsel von Sensenheim
- 1915: Die Austernperle
- 1915: Er soll dein Herr sein (auch Schauspielerin)